# Västra Kattarp
Västra Kattarp är ett delområde i stadsdelen Rosengård, Malmö.

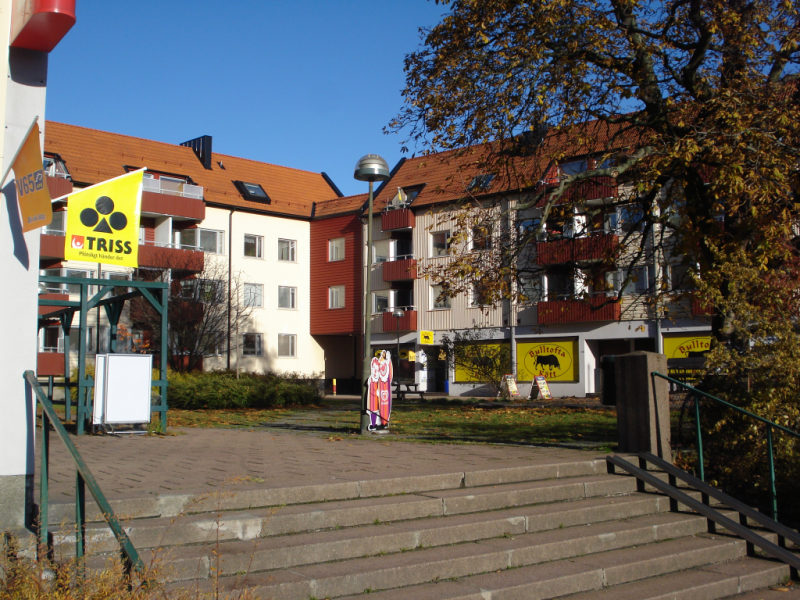
Vy över Västra Kattarpstorget

Västra Kattarp är det enda villaområdet i stadsdelen. Flertalet hus är byggda före 1960. Delområdet tillhörde ursprungligen den gamla stadsdelen Rosengårdsstaden från 1911. Egnahemshusen hade i början en tydlig jugendkaraktär. Endast några få hus av den äldsta typen är fortfarande i ursprungligt skick. Området fortsatte att växa under 1920-talet med för perioden typiska egnahemshus.
Området ligger norr om Jägersrovägen, mellan Västra Kattarpsvägen och Inre Ringvägen. På Rosengårdsfältet vid ringvägen ligger Botildenborgs vattentorn. 
Västra Kattarp var ursprungligen namnet på en by, men idag finns ingen bevarad bebyggelse kvar från Västra Kattarps by, vars äldsta skriftliga omnämnande härrör från ett gårdsskifte år 1502.